# Collegio di Dundee East
Dundee East è stato un collegio elettorale scozzese della Camera dei comuni del Parlamento del Regno Unito. Eleggeva un membro del Parlamento con il sistema maggioritario a turno unico. Il collegio è stato abolito nel 2024, e la sua area divisa; parte della sua area è stata assegnata al nuovo collegio di Dundee Central, parte al nuovo Arbroath and Broughty Ferry e parte a Angus and Perthshire Glens.

## Estensione
- 1950-1974: i ward del consiglio della Contea della Città di Dundee numero 1, 4, 5, 10, 11 e 12.
- 1974-1983: i ward della Contea della Città di Dundee di Broughty Ferry, Caird, Craigie, Douglas, Harbour e Hilltown. Anche se la descrizione ufficiale del collegio fu modificata, i confini rimasero gli stessi del 1950.
- 1983-1997: le divisioni elettorali del Distretto della Città di Dundee di Balgillo/Eastern, Caird/Midhill, Clepington/Maryfield, Coldside/Hilltown, Craigiebank, Douglas/Drumgeith, Fintry, Welgate/Baxter Park, West Ferry/Broughty Ferry e Whitfield/Longhaugh.
- 1997-2005: le divisioni elettorali del Distretto della Città di Dundee di Barnhill, Broughty Ferry, Clepington, Dens, Douglas and Angus, Fintry, Kingsway East, Stannergate e Whitfield.
- 2005-2024: i ward del Consiglio della Città di Dundee di Balgillo, Barnhill, Baxter Park, Broughty Ferry, Claverhouse, Craigiebank, Douglas, East Port, Longhaugh, Pitkerro, West Ferry e Whitfield e i ward del Consiglio dell'Angus di Carnoustie Central, Carnoustie East, Carnoustie West, Monifieth Central, Monifieth West and Sidlaw East e Ashludie.

Dundee East era uno dei due che coprono la città di Dundee, l'altro era Dundee West.
Prima delle elezioni del 2005, entrambi i collegi di Dundee erano interamente contenuti nell'area municipale, e le parti nord-orientale e nord-occidentale della città erano comprese nel Collegio di Angus.

## Politica e storia del collegio
Dundee East fu un collegio conteso tra Partito Nazionale Scozzese (SNP) e Partito Laburista Scozzese sin dalle elezioni suppletive del 1973. Anche se i laburisti conquistarono il seggio in quell'anno, il SNP divenne il principale sfidante e continuò con la sua avanzata, ottenendo il seggio alle successive elezioni. I laburisti non ebbero una buona performance quando non riconquistarono il seggio alle elezioni del 1979, e la sconfitta fu attribuita alla scelta dell'ex comunista Jimmy Reid come candidato laburista. Jogn McAllion riconquistò il collegio alle elezioni del 1987.
Le variazioni dell'estensione del collegio entrate in vigore nel 2005 fecero acquisire al collegio molti votanti di aree urbane, appartenute al Collegio di Angus. Anche se i sondaggi per le elezioni del 2001 mostravano un vantaggio laburista, questo si rivelò molto più limitato del previsto, e dopo che il SNP conquistò il collegio di Dundee East al Parlamento Scozzese con le elezioni parlamentari del 2003, i partiti si attesero un'aspra battaglia per le elezioni del 2005. In quell'anno, in effetti, Stewart Hosie del SNP conquistò il collegio con un vantaggio dell'1% sui laburisti, vantaggio che incrementò al 4,5% alle elezioni del 2010.
Alle elezioni del 2015 Hosie rimase deputato con un vantaggio di 19.162 voti (39,8%), ossia il più grande vantaggio percentuale tra tutti i 56 deputati del SNP eletti quell'anno (il più grande vantaggio in termini di voti si verificò invece a Falkirk). Il seggio fu mantenuto da Hosie anche alle elezioni del 2017, anche se con un margine sostanzialmente ridotto, e il diretto sfidante divenne il Conservatori Scozzesi, che superò di pochi voti il laburista.

## Membri del parlamento
| Elezione | Elezione       | Deputato         | Partito          |
| -------- | -------------- | ---------------- | ---------------- |
|          | 1950           | Thomas Cook      | Laburista        |
| 1952 (S) | George Thomson |                  | Laburista        |
| 1973 (S) | George Machin  |                  | Laburista        |
|          | Feb 1974       | Gordon Wilson    | SNP              |
|          | 1987           | John McAllion    | Laburista        |
| 2001     | Iain Luke      |                  | Laburista        |
|          | 2005           | Stewart Hosie    | SNP              |
|          | 2024           | Collegio abolito | Collegio abolito |

## Risultati elettorali

### Elezioni negli anni 2010
| Partito                    | Partito                          | Candidato                  | Risultati 12 dicembre 2019 | Risultati 12 dicembre 2019 |
| Partito                    | Partito                          | Candidato                  | Voti                       | %                          |
| -------------------------- | -------------------------------- | -------------------------- | -------------------------- | -------------------------- |
|                            | SNP                              | Stewart Hosie              | 24 361                     | 53,80                      |
|                            | Conservatore                     | Philip Scott               | 10 986                     | 24,26                      |
|                            | Laburista                        | RRosalind Garton           | 6 045                      | 13,35                      |
|                            | Lib Dem                          | Michael Crichton           | 3 573                      | 7,89                       |
|                            | Indipendente                     | George Morton              | 312                        | 0,69                       |
|                            |                                  |                            |                            |                            |
| Iscritti                   | Iscritti                         | Iscritti                   | 66 210                     | 100,00                     |
| ↳ Votanti (% su iscritti)  | ↳ Votanti (% su iscritti)        | ↳ Votanti (% su iscritti)  | 45 277                     | 68,38                      |
| ↳ Astenuti (% su iscritti) | ↳ Astenuti (% su iscritti)       | ↳ Astenuti (% su iscritti) | 20 933                     | 31,62                      |
|                            |                                  |                            |                            |                            |
|                            | Esito: collegio confermato a SNP |                            |                            |                            |

| Partito                    | Partito                          | Candidato                  | Risultati 8 giugno 2017 | Risultati 8 giugno 2017 |
| Partito                    | Partito                          | Candidato                  | Voti                    | %                       |
| -------------------------- | -------------------------------- | -------------------------- | ----------------------- | ----------------------- |
|                            | SNP                              | Stewart Hosie              | 18 391                  | 42,84                   |
|                            | Conservatore                     | Eleanor Price              | 11 746                  | 27,36                   |
|                            | Laburista                        | Lesley Brennan             | 11 176                  | 26,03                   |
|                            | Lib Dem                          | Chris McIntyre             | 1 615                   | 3,76                    |
|                            |                                  |                            |                         |                         |
| Iscritti                   | Iscritti                         | Iscritti                   | 65 840                  | 100,00                  |
| ↳ Votanti (% su iscritti)  | ↳ Votanti (% su iscritti)        | ↳ Votanti (% su iscritti)  | 42 928                  | 65,20                   |
| ↳ Astenuti (% su iscritti) | ↳ Astenuti (% su iscritti)       | ↳ Astenuti (% su iscritti) | 22 912                  | 34,80                   |
|                            |                                  |                            |                         |                         |
|                            | Esito: collegio confermato a SNP |                            |                         |                         |

| Partito                    | Partito                          | Candidato                  | Risultati 7 maggio 2015 | Risultati 7 maggio 2015 |
| Partito                    | Partito                          | Candidato                  | Voti                    | %                       |
| -------------------------- | -------------------------------- | -------------------------- | ----------------------- | ----------------------- |
|                            | SNP                              | Stewart Hosie              | 28 765                  | 59,70                   |
|                            | Laburista                        | Lesley Brennan             | 9 603                   | 19,93                   |
|                            | Conservatore                     | Bill Bowman                | 7 206                   | 14,95                   |
|                            | Lib Dem                          | Craig Duncan               | 1 387                   | 2,88                    |
|                            | Verdi                            | Helen Grayshan             | 895                     | 1,86                    |
|                            | CISTA                            | Lesley Parker-Hamilton     | 225                     | 0,47                    |
|                            | TUSC                             | Carlo Morelli              | 104                     | 0,22                    |
|                            |                                  |                            |                         |                         |
| Iscritti                   | Iscritti                         | Iscritti                   | 67 866                  | 100,00                  |
| ↳ Votanti (% su iscritti)  | ↳ Votanti (% su iscritti)        | ↳ Votanti (% su iscritti)  | 48 185                  | 71,00                   |
| ↳ Astenuti (% su iscritti) | ↳ Astenuti (% su iscritti)       | ↳ Astenuti (% su iscritti) | 19 681                  | 29,00                   |
|                            |                                  |                            |                         |                         |
|                            | Esito: collegio confermato a SNP |                            |                         |                         |

| Partito                    | Partito                          | Candidato                  | Risultati 6 maggio 2010 | Risultati 6 maggio 2010 |
| Partito                    | Partito                          | Candidato                  | Voti                    | %                       |
| -------------------------- | -------------------------------- | -------------------------- | ----------------------- | ----------------------- |
|                            | SNP                              | Stewart Hosie              | 15 350                  | 37,84                   |
|                            | Laburista                        | Katrina Murray             | 13 529                  | 33,35                   |
|                            | Conservatore                     | Chris Bustin               | 6 177                   | 15,23                   |
|                            | Lib Dem                          | Clive Sneddon              | 4 285                   | 10,56                   |
|                            | Verdi                            | Shiona Baird               | 542                     | 1,34                    |
|                            | UKIP                             | Mike Arthur                | 431                     | 1,06                    |
|                            | Socialista                       | Angela Gorrie              | 254                     | 0,63                    |
|                            |                                  |                            |                         |                         |
| Iscritti                   | Iscritti                         | Iscritti                   | 65 432                  | 100,00                  |
| ↳ Votanti (% su iscritti)  | ↳ Votanti (% su iscritti)        | ↳ Votanti (% su iscritti)  | 40 568                  | 62,00                   |
| ↳ Astenuti (% su iscritti) | ↳ Astenuti (% su iscritti)       | ↳ Astenuti (% su iscritti) | 24 864                  | 38,00                   |
|                            |                                  |                            |                         |                         |
|                            | Esito: collegio confermato a SNP |                            |                         |                         |

### Elezioni negli anni 2000
| Partito                    | Partito                                  | Candidato                  | Risultati 5 maggio 2005 | Risultati 5 maggio 2005 |
| Partito                    | Partito                                  | Candidato                  | Voti                    | %                       |
| -------------------------- | ---------------------------------------- | -------------------------- | ----------------------- | ----------------------- |
|                            | SNP                                      | Stewart Hosie              | 14 708                  | 37,20                   |
|                            | Laburista                                | Iain Luke                  | 14 325                  | 36,23                   |
|                            | Conservatore                             | Chris Bustin               | 5 061                   | 12,80                   |
|                            | Lib Dem                                  | Clive Sneddon              | 4 498                   | 11,38                   |
|                            | Socialista                               | Harvey Duke                | 537                     | 1,36                    |
|                            | UKIP                                     | Donald Low                 | 292                     | 0,74                    |
|                            | Indipendente                             | David Allison              | 119                     | 0,30                    |
|                            |                                          |                            |                         |                         |
| Iscritti                   | Iscritti                                 | Iscritti                   | 63 365                  | 100,00                  |
| ↳ Votanti (% su iscritti)  | ↳ Votanti (% su iscritti)                | ↳ Votanti (% su iscritti)  | 39 540                  | 62,40                   |
| ↳ Astenuti (% su iscritti) | ↳ Astenuti (% su iscritti)               | ↳ Astenuti (% su iscritti) | 23 825                  | 37,60                   |
|                            |                                          |                            |                         |                         |
|                            | Esito: collegio passa da Laburista a SNP |                            |                         |                         |

| Partito                    | Partito                                | Candidato                  | Risultati 7 giugno 2001 | Risultati 7 giugno 2001 |
| Partito                    | Partito                                | Candidato                  | Voti                    | %                       |
| -------------------------- | -------------------------------------- | -------------------------- | ----------------------- | ----------------------- |
|                            | Laburista                              | Iain Luke                  | 14 635                  | 45,22                   |
|                            | SNP                                    | Stewart Hosie              | 10 169                  | 31,42                   |
|                            | Conservatore                           | Alan Donnelly              | 3 900                   | 12,05                   |
|                            | Lib Dem                                | Raymond Lawrie             | 2 784                   | 8,60                    |
|                            | Socialista                             | Harvey Duke                | 879                     | 2,72                    |
|                            |                                        |                            |                         |                         |
| Iscritti                   | Iscritti                               | Iscritti                   | 56 486                  | 100,00                  |
| ↳ Votanti (% su iscritti)  | ↳ Votanti (% su iscritti)              | ↳ Votanti (% su iscritti)  | 32 367                  | 57,30                   |
| ↳ Astenuti (% su iscritti) | ↳ Astenuti (% su iscritti)             | ↳ Astenuti (% su iscritti) | 24 119                  | 42,70                   |
|                            |                                        |                            |                         |                         |
|                            | Esito: collegio confermato a Laburista |                            |                         |                         |

## Risultati dei referendum

### Referendum sulla permanenza del Regno Unito nell'Unione europea del 2016
|        | Collegio    | Lasciare UE % | Rimanere in UE % |
| ------ | ----------- | ------------- | ---------------- |
|        | Dundee East | 38,2%         | 61,8%            |
| Scozia | 38,0%       | 62,0%         |                  |
|        | Regno Unito | 51,9%         | 48,1%            |